# Riley MPH
La MPH è un'autovettura prodotta dalla Riley dal 1934 al 1935.
Il telaio, in legno, era basato sull'omologa struttura della vettura preparata per partecipare al Tourist Trophy del 1933. La MPH era estremamente ribassata, ed aveva delle sospensioni a balestra sulle quattro ruote ed un assale rigido al retrotreno. Erano installati dei freni a tamburo. La carrozzeria, roadster due posti, era in alluminio. Il parabrezza poteva essere ripiegato per ridurre la resistenza dell'aria.
Erano disponibili tre motori, tutti a sei cilindri in linea. Le tre cilindrate disponibili erano 1458 cm³, 1633 cm³ or 1726 cm³. Il propulsore era dotato di un carburatore triplo corpo SU oppure, più comunemente, di un carburatore a doppio corpo della medesima azienda. La distribuzione era a doppio albero a camme in testa. I cambi disponibili erano due, manuale a quattro velocità oppure ENV con preselettore. La trazione era posteriore. La velocità massima raggiunta dal modello con motore da 1726 cm³ era di 145 km/h.
L'esatto numero di esemplari prodotti non è conosciuto. Le stime più attendibili riportano che vennero assemblati circa 15 esemplari. All'epoca, il prezzo di vendita del modello era di 550 sterline. Fino all'inizio del XXI secolo, sono sopravvissuti 14 esemplari.